# محمد الشكري
محمد عبد السلام الشكري (مواليد 1952) محافظ مصرف ليبيا المركزي السادس عشر، ومصرفي ليبي أدار مجموعة من المصارف أبرزها مصرف الجمهورية.

## نشأته
ولد محمد عبد السلام الشكري في منطقة سوق الخميس، بمدينة الخمس، المرقب سنة 1952. وقد نال تعليمه الأساسي بمدرسة الخمس المركزية، بينما أنهى تعليمه الإعدادي والثانوي بمدرسة إبراهيم الرفاعي. انتقل الشكري إلى بنغازي ليرتاد جامعة بنغازي وينال منها درجة البكالوريوس في المحاسبة سنة 1974. في عام 1981 نال الشكري ماجستير محاسبة من جامعة أوكلاهوما.

## مسيرته المهنية
بدأ الشكري حياته العملية في المصرف العربي الليبي الخارجي عام 1974، وعين مديرًا لإدارة المحاسبة، ومديرًا للإدارة المالية وأيضًا مديرًا لإدارة المساهمات بذات المصرف؛ كما كلف بمهام وعضويات مجالس إدارة في كل من اوغندا والتوغو وتونس ومصر وإسبانيا. في عام 1987، شغل وظيفة المدير العام المساعد للمصرف التونسي الليبي حتى عام 1997. وفي سنة 1998، ترأس الشكري مجلس إدارة مصرف الجمهورية حتى سنة 2005. وعمل خلال فترة ادارته للمصرف على زيادة فروعه وزاد من أرباحه وحجم أصوله. كما شغل الشكري مهام عضوية مجلس إدارة الشركة المتحدة للتأمين سنة 2002 حتى 2007. فيما عين سنة 2006 نائباً للرئيس التنفيذي ومديراً عاماً للمصرف التجاري العربي البريطاني، وفي شهر مارس من ذات العام عين نائبًا لمحافظ مصرف ليبيا المركزي.

### محافظ المصرف المركزي
في 19 ديسمبر، 2017 انتخب الشكري من قبل مجلس النواب الليبي محافظًا لمصرف ليبيا المركزي بـ54 صوت من أصل 102 صوت. وتم انتخاب الشكري لهذا المنصب في ظل انقسام المؤسسة المالية ما بين محافظ يتبع يوالي المجلس الرئاسي ومحافظٍ آخر موالٍ مجلس النواب. حيث أبدى المحافظ المكلف من قبل مجلس النواب ترحيبه الفوري بانتخاب الشكري، فيما رفض الصديق الكبير محافظ المجلس الرئاسي ومجلس الدولة هذا الانتخاب لمخالفته بنود الاتفاق السياسي.